# Deva Virahsawmy
Pour les articles homonymes, voir Deva.
 (octobre 2012).
Deva Virahsawmy est une personnalité politique mauricienne. Il occupe les fonctions de ministre de l'Environnement et du Développement durable.